# Tuvalu gazdasága
Tuvalu gazdasága szenved az elzártságtól, és a gazdasági növekedés hiányától. A legkevésbé fejlett országok közé tartozik. Jóformán az összes rendszeresen és biztosan fizető állás a kormány kezében van. A nehezen biztosítható létfenntartásról a farmerek és a halászok próbálnak gondoskodni. A munkahelyek nagy része Funafutin  kívül található. Az ország lakosai között nincsenek nagy jövedelmi különbségek.
Tuvalu fizetőeszköze az ausztrál dollár. 2001-ben az egy főre jutó GDP értéke 1200 amerikai dollár volt. Az ország lakosságának csupán 30%-a dolgozott legális, bejelentett alkalmazottként. A maradék 70% földműves, agráripari cikkek előállításával biztosítja szegényes életkörülményeit. Manapság pár új munkahely jött létre, de még így is magas a fiatalkorú munkanélküliek aránya. Az itt megjelenő munkalehetőségek miatt más szigetekről is idejöttek fiatalok. Gyakorlatorientált politika kell Tuvaluban, hogy a fiatalok életmódja igényeit ki lehessen elégíteni. Ez a színvonal meghaladja az idősebb generáció által elvárt színvonalat.
Körülbelül 500 tuvalui férfi dolgozik külföldi, leginkább német tulajdonú hajókon tengerészként. További 300 ember van Tuvalun két, 12 hónapnál is hosszabb tengeri utazás között. A hajóutaktól való távolmaradás a családoknak nagy jövedelemkiesést okoz. 2002-ben az Ázsiai Fejlesztési Bank jóváhagyott egy csomagot, mely a Tuvalui Tengerészképző Intézet fejlesztését céllozta meg, így fiatalok külföldi hajókon tudnak munkát vállalni.
A Tuvalu Alap (TTF), egy prudensen működő tengerentúli befektetési alap 1990 óta az ország bevételeinek 11%-át biztosítja. A Tuvalu költségvetésénél 2,5-szer nagyobb törzstőkével működő alap biztosítja a költségvetés kiszámíthatóságát. Egyéb bevételei, mint a halászat és a .tv internetes legfelső szintű tartomány bérbeadása nem elég stabil bevételi forrás.
Az ország egyik gazdasági értéke az érintetlen, békés táj és a kedves emberek, habár a nagy utazási költségek miatt (Amerikából a Marshall-szigetek vagy a Fidzsi-szigetek az Air Fijivel oda-vissza 600 dollár) mindössze évente egy maréknyi ember látogatja meg a szigetet. Az Air Kiribati indított egy Fidzsi-szigetek-Tuvalu-Kiribati viszonylatban közlekedő járatot, de ennek hosszú távú gazdaságossága még kérdéses. Majdnem az összes ideutazó kormányzati tisztviselő, segélyszervezet vagy társadalmi szervezet munkása és küldötte.
A kormányzati bevételek nagy része bélyegek és érmék eladásából, halászati jogdíjakból, a TTF által folyósított pénzekből és a szerencsés .tv azonosító bérbeadásából származik. A domainnév eladásából származó bevételekből aszfaltozták Funafuti utcáit, és ebből a pénzből építették ki közvilágítást. Egy kanadai ember, Jason Chapnik virágoztatta fel a gazdaságot, mikor is eszébe jutott, hogy ez a címvégződés nagyon piacképes terméke Tuvalunak.

## Fizetési mérleg
Nincsenek elérhető statisztikák Tuvalu külkereskedelmével kapcsolatban. Mivel kevés természeti erőforrása van, exportja importjának az 1/30-ad része. Legnagyobb exportterméke a korpa, míg importból szerzi be az ételeket, üzemanyagot, elektromos szerkezeteket, Mind a halászati jogokat, mind a .tv domaintér értékesítéséből származó árbevételt ausztrál dollárban számolják el.